# إسحاق بن محمد بن غانية
إسحاق بن محمد بن غانية (المتوفي سنة 579هـ/1183م) أمير الجزائر الشرقية، وثاني حكّام بني غانية عليها.

## سيرته
كان والده محمد بن غانية واليًا المرابطون على الجزائر الشرقية منذ سنة 520هـ. استغل أبوه انحدار دولة المرابطون، وسقوط حكمهم في بر الأندلس الرئيسي أمام الموحدين، واستقلّ بحكم الجزائر الشرقية. ولما كبُر أبوه اختار ابنه الأكبر عبد الله وليًا لعهده، إلا أن إسحاق حسد أخيه عبد الله لما اختير لولاية العهد، فقتل إسحاق أبيه وأخيه، وتولى حكم الجزائر الشرقية سنة 550هـ/1155م.
استطاع إسحاق بن غانية تثبيت سلطان بني غانية في الجزائر الشرقية، واستمر على سياسة أبيه باستقبال فلول المرابطين الفارين من أمام الموحدين. كما اهتمّ إسحاق بن غانية بتكوين أسطول قوي يغزو بانتظام شواطيء الممالك المسيحية القريبة، وأشهرها غزوته على تولون سنة 574هـ/1178م التي أسر فيها الفيكونت هوجو جودفريد وعدد من كبار رجال تلك المنطقة. نمت موارد الجزائر الشرقية في عهد إسحاق، وغدت قوة اقتصادية مستقلة. أمام ذلك، سعت جمهوريات جنوة وبيزة والبندقية لعقد معاهدات صداقة وصلح معه سنة 573هـ/1177م، وظلت تلك المعاهدة سارية حتى وفاة إسحاق بن غانية سنة 579هـ/1183م.